# 岩見沢市民会館・文化センター

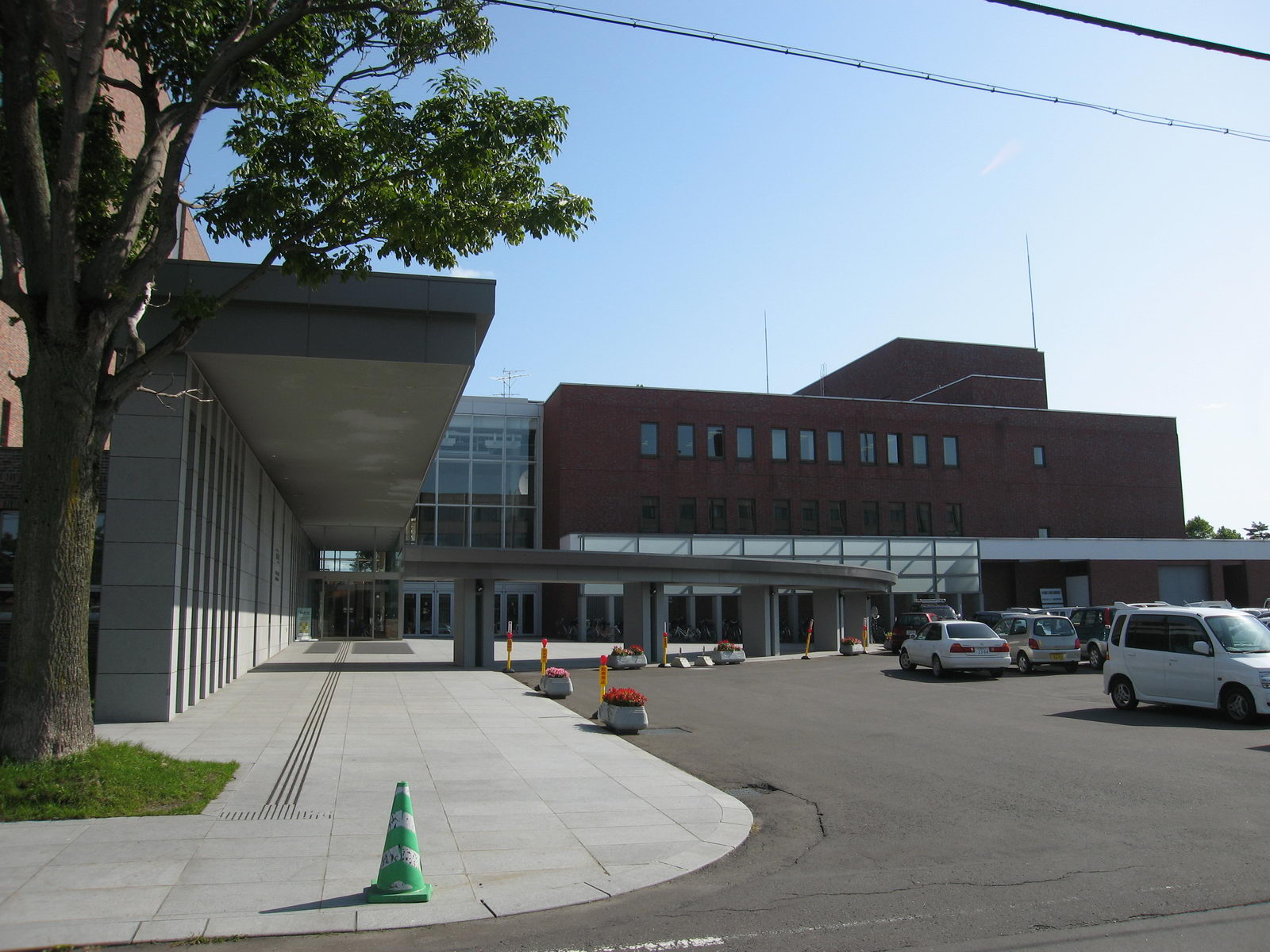
メインエントランス（2007年9月）

岩見沢市民会館・文化センター（いわみざわしみんかいかん・ぶんかセンター）は、北海道岩見沢市にある多目的ホール。愛称は「まなみーる」。

## 概要
発表・舞台活動を中心とした市民会館と文化・創作活動に適した文化センターが併設された多目的ホール。市民会館大ホールを核に、空知圏の文化活動の拠点として幅広く利用されている。また、彫刻などを多数配置したはぎぞの緑地にも面しており、市の文化・芸術拠点にもなっている。
2003年（平成15年）の市民会館新築を機に市民から愛称を募集。144点の応募の中から選ばれた「まなみーる」は市内小学生のアイディアで、「学ぶ」と「見る」を掛け合わせた造語。他にも「キタライ（北来）」「ひびき」などの有力候補もあったが、札幌コンサートホールKitaraや、2000年（平成12年）にオープンしたいわみざわ公園野外音楽堂「キタオン」の既存施設などと類似していたために却下された。

## 施設
外壁は1983年（昭和58年）に建築された文化センターにあわせた重厚なレンガ造りとなっている。施設内部はスロープや点字表示など随所にバリアフリーを取り入れるなど高齢者や障がい者・幼児に配慮した設計。また、「自然とふれあう明るく静かな空間」をコンセプトにエントランスやホワイエなど、自然光を多く取り入れた開放的な施設となっている。館内にはレストラン（コロナのテラス）を設置している。
- 構造：鉄骨造り・鉄骨鉄筋コンクリート3階建
- 駐車場：130台
- 敷地面積：17,095.56m²
- 延床面積：市民会館7,486.23m²／文化センター3,745.12m²
- 建築年：市民会館平成14年3月着工・平成15年6月竣工／文化センター昭和57年8月着工・昭和58年9月竣工

### 市民会館
大ホール
収容人数1,165人（1階781席（うち難聴者支援装置95席、車椅子専用席）、2階384席（うちバルコニー式24席））
ステージ間口18m×奥行14.7m、高さ11m、反響板常設
緞帳は旧市民会館の開館当初から岩見沢出身のデザイナー栗谷川健一デザインの「太陽」を採用
多目的室1・2・3
多目的室1（面積69.55m²、定員30名）、多目的室2（面積73.93m²、定員48名）、多目的室3（面積63.6m²、固定円卓24名）
2室（多目的室1・2）の利用可能（面積143.45m²、定員90名）
3室の仕切りの取り外し可能（面積207.08m²、定員120名）
リハーサル室1・2
防音壁の取り外し可能（面積各67.48m²（134.96m²）、定員各30名（75名））
主催者事務室
面積31.34m²
アーティストルーム1
面積17.26m²、定員3名
アーティストルーム2・3
面積各17.08m²、定員各3名
アーティストルーム4・5
中央仕切りの取り外し可能（面積各26.99m²（53.98m²）、定員各5名（10名））
レストラウンジ
面積65.67m²、定員20名

### 文化センター
中ホール
面積1,076m²、定員514席
展示室
面積227m²
音楽室
面積227m²
練習室A（和室）
面積191m²、定員100名
練習室B
面積109m²、定員75名
リハーサル室
面積110m²
会議室兼創作室
面積85m²、定員50名

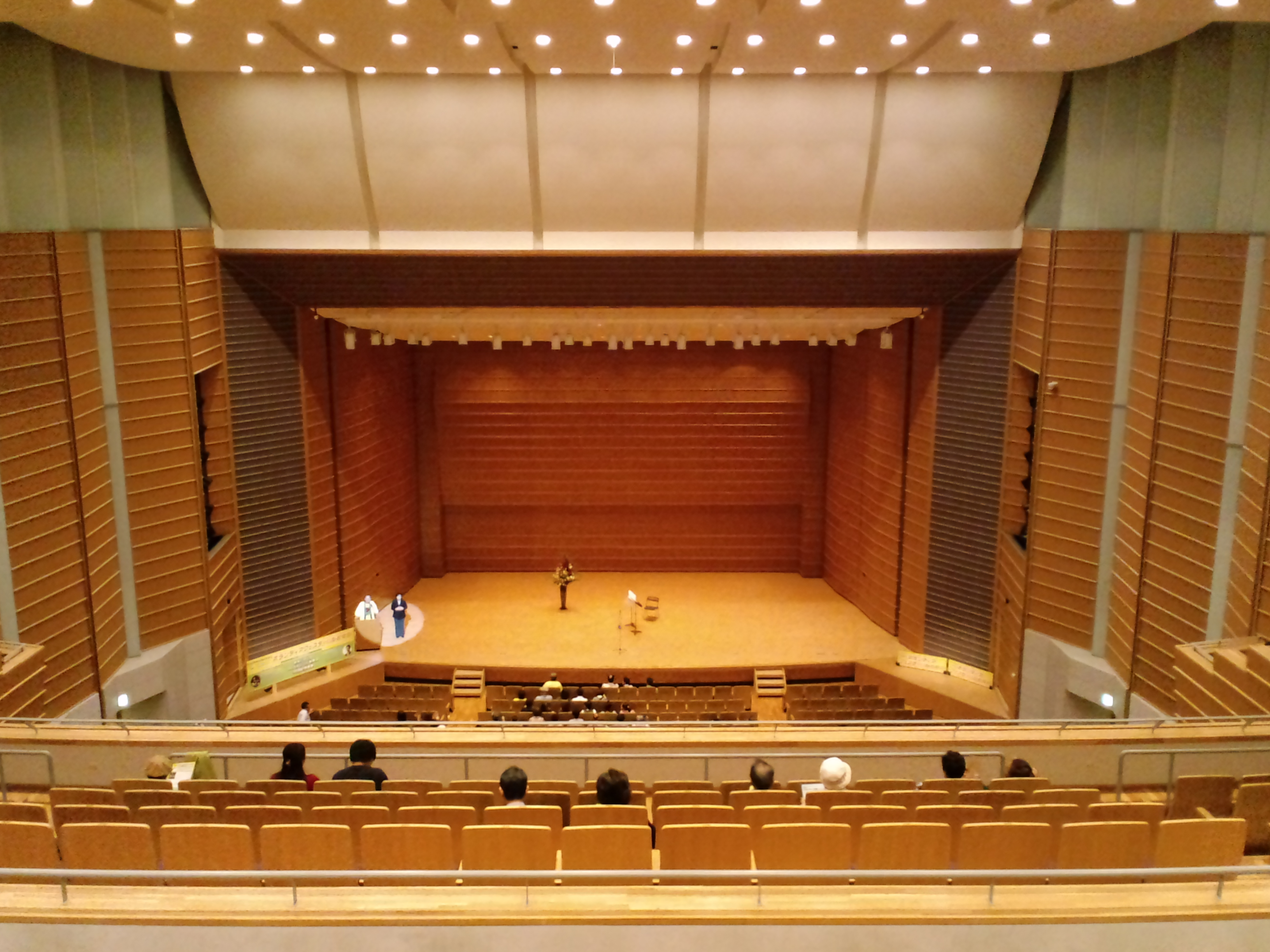
岩見沢市民会館大ホール（2013年8月）
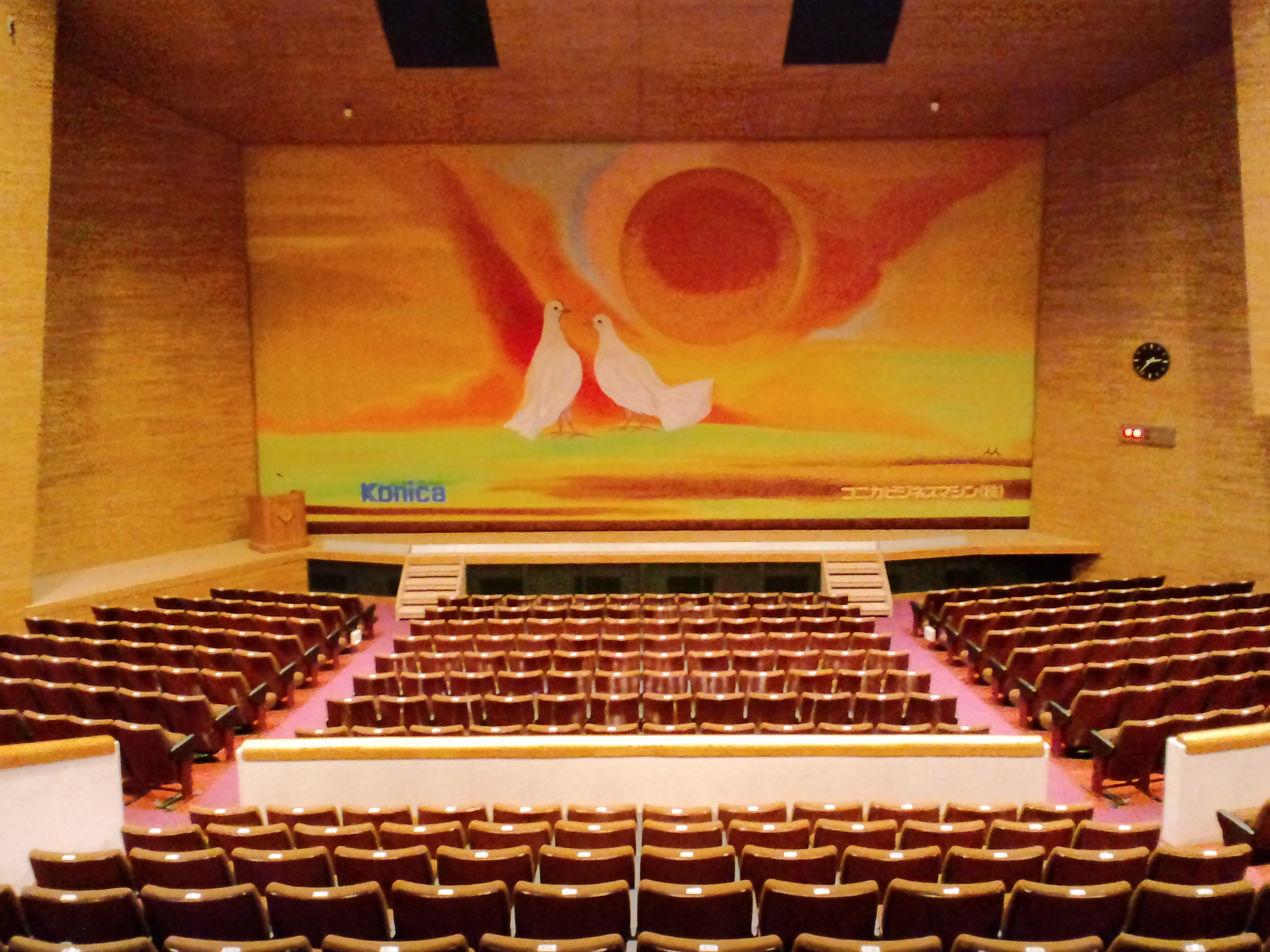
岩見沢市文化センター中ホール（2013年8月）
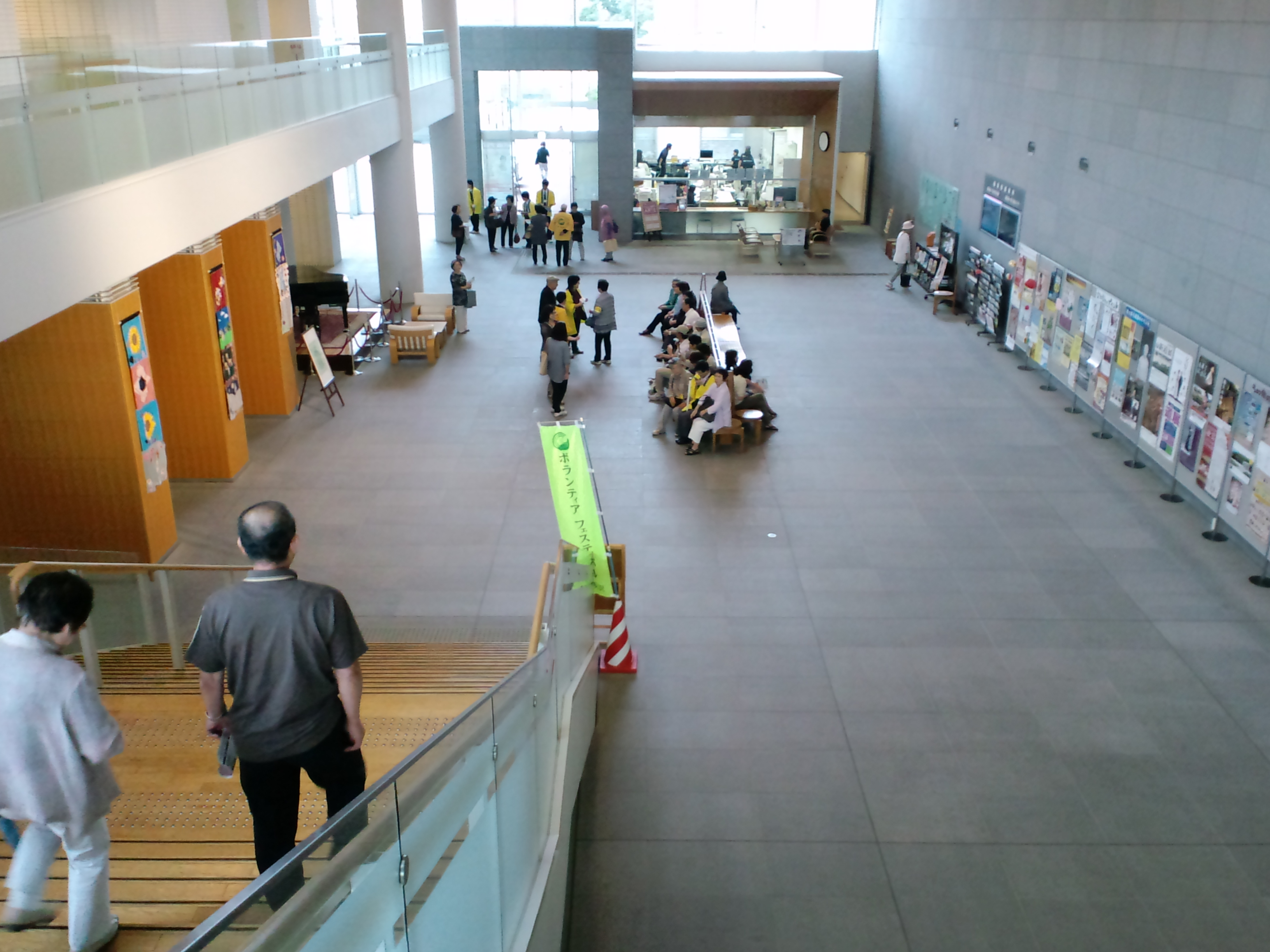
エントランスホール（2013年8月）

### 旧市民会館
- 1962年4月着工・1963年3月竣工、1970年12月増築竣工、2001年閉館・解体
- 敷地面積14,336m²、建築面積3,592m²
- 大ホール（座席数1,200席（固定席843席、補助席357席））
- 大会議室、中会議室（4室）、小会議室（5室）、小ホール、典礼室、食堂、楽屋（2室）
- 市立図書館（併設）、別館体育館

## 歴史
- 1955年（昭和30年）、岩見沢市民会館開館。
  - 所在地は8西5（現在の空知総合振興局）で現在より1区画北側に位置した。旧市立病院の施設を改造して利用。
  - 岩見沢市立図書館・教育研究所・講堂・会議室・電気科学館・特産物展示室・洋式婚礼式場など併設。
- 1957年（昭和32年）、市民会館内に郷土資料室併設。
- 1963年（昭和38年）、市民会館現在地に移転新築[1]。延床面積1,758m²。
- 1965年（昭和40年）、郷土資料室が旧市役所庁舎（6東1）に移転。
- 1971年（昭和46年）、市民会館増築、市立図書館・郷土資料室併設。
- 1975年（昭和50年）、市民会館別館・体育館開館、郷土資料室移転（旧岩見沢南高校校舎を利用）。
- 1983年（昭和58年）、岩見沢市開基100周年・市制40周年を記念し文化センター開設[1]。はぎぞの公園・萩園橋整備。
- 1994年（平成6年）、はぎぞの緑地整備、利根別川に木製単純桁橋「千樹橋」開通[2]。
- 2001年（平成13年）、市立図書館が春日町に移転新築[1]。
- 2003年（平成15年）、40年ぶりに市民会館を新築（文化センターも一部改修）[1]。一体施設の愛称が「まなみーる」に決定。

## 周辺
国道12号（岩見沢バイパス）と駅前通沿いに位置しており、はぎその緑地に隣接している。また、空知総合振興局、日本年金機構岩見沢年金事務所、岩見沢市立総合病院、岩見沢郵便局、北海道岩見沢農業高等学校などに近接している。

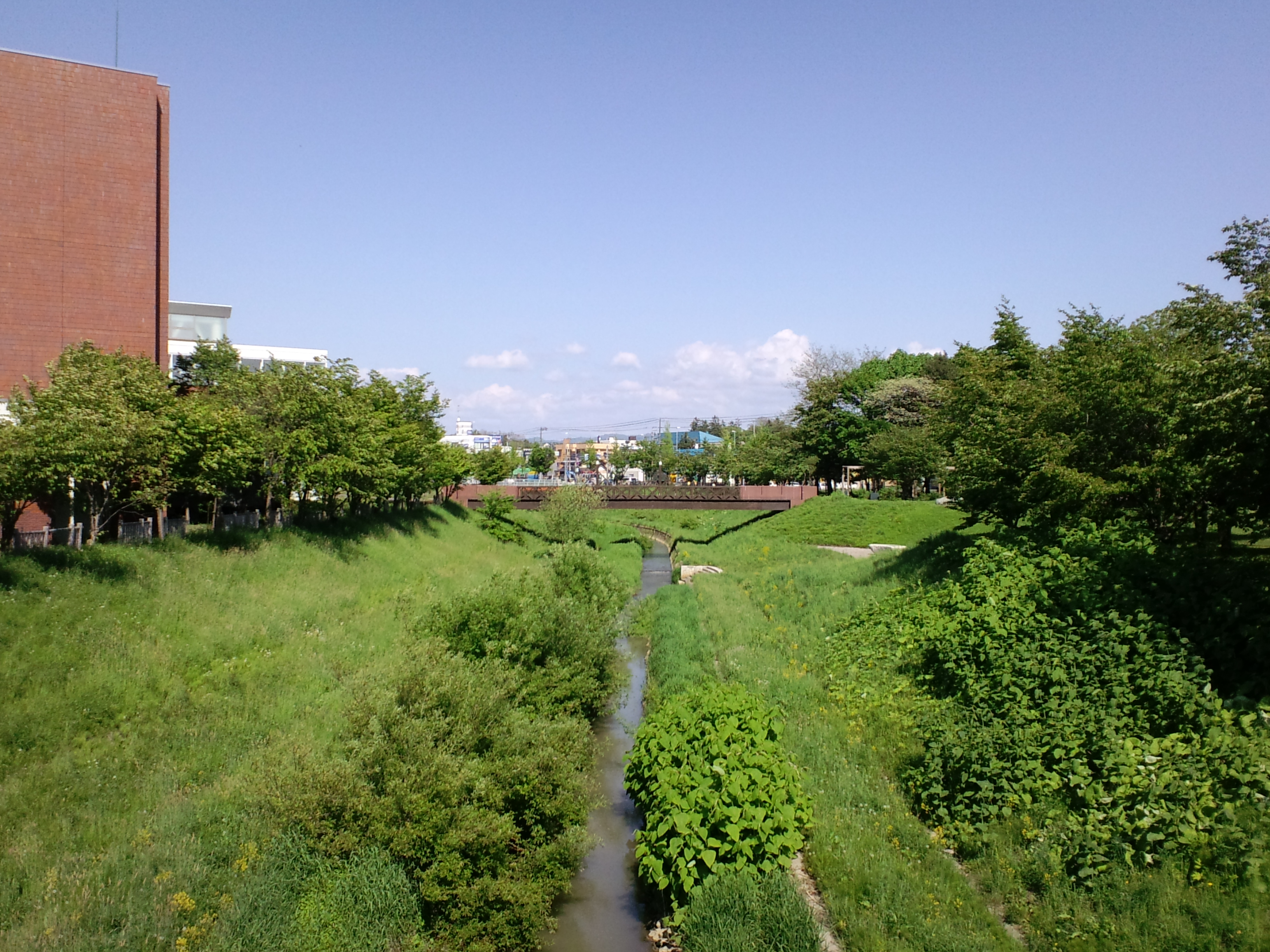
はぎその緑地内にある木橋「千樹橋」[3]（2013年6月）

## 参考資料
- “岩見沢市民会館条例”. 岩見沢市例規集.   岩見沢市. 2015年12月3日閲覧。
- “岩見沢市民会館条例施行規則”. 岩見沢市例規集.   岩見沢市. 2015年12月3日閲覧。
- “岩見沢市文化センター条例”. 岩見沢市例規集.   岩見沢市. 2015年12月3日閲覧。
- “岩見沢市文化センター条例施行規則”. 岩見沢市例規集.   岩見沢市. 2015年12月3日閲覧。